# Radio Oméga
Pour les articles homonymes, voir Oméga (homonymie).
Radio Oméga est une station de radio du Burkina Faso spécialisée dans le relais d'informations politiques, culturelles et sportives en direct. Créée en 2011, c'est une filiale du groupe Oméga Médias, propriété d'Alpha Barry, journaliste et ministre sous Kaboré. 
Considéré comme un média de référence au Burkina Faso, c'est l'une des radios les plus écoutées du pays. Elle a gagné en notoriété lors de l'insurrection de 2014 et de la tentative de coup d’État en 2015, qu'elle fut la seule à couvrir en direct pendant toute la durée des évènements.
Sa notoriété et son influence lui valent cependant d'être la cible de menaces et de suspensions de la part du gouvernement, notamment sous la présidence d'Ibrahim Traoré.

## Historique

### Création
Radio Oméga est créée en 2011 en tant que filiale d'Oméga Médias, groupe médiatique fondé par le journaliste Alpha Barry, futur ministre des Affaires étrangères sous Roch Marc Christian Kaboré. La radio se spécialise dès ses débuts dans la diffusion en direct d'évènements et d'informations, notamment dans les domaines culturels, sportifs et politiques.
Son siège se situe dans le quartier Ouaga 2000 de la capitale, Ouagadougou.

### Accès à la notoriété
C'est lors de l'insurrection de 2014 que Radio Oméga gagne en notoriété en étant le premier média à annoncer le placement du pays en état d'urgence par le président Blaise Compaoré. Par la suite, pendant toute la durée de l'insurrection les 30 et 31 octobre, c'est le seul média à suivre et analyser les évènements en direct. 
Sa couverture des évènements de 2014 en fait un média de référence au Burkina Faso. Cette nouvelle notoriété vaut cependant à ses journalistes de devenir la cible d'intimidations politiques, notamment de la part du Régiment de sécurité présidentielle (RSP).
Radio Oméga s'illustre ensuite lors de la tentative de coup d’État de 2015, où elle est la première à annoncer sur Twitter la prise d'otage du Président Michel Kafando et du Premier ministre Isaac Zida. Elle couvre le putsch pendant toute sa durée, continuant de vérifier et relayer des informations sur Twitter et Facebook lorsqu'elle ne peut plus émettre sur les ondes. Elle est alors l'un des seuls médias permettant le suivi des évènements, au Burkina comme à l'international.

### Suspensions de la radio
En juin 2021, dans le contexte de l'insurrection djihadiste au Burkina Faso, Radio Oméga est suspendue 5 jours par le Conseil supérieur de la communication (CSC) pour avoir relayé des informations non-vérifiées sur l'attaque de Solhan. La radio annonce alors le départ de son rédacteur en chef. Son directeur général, Ouezzin Louis Oulon, est quant à lui auditionné par le CSC. Cette suspension est contestée, notamment par l'Association des journalistes du Burkina (AJB).
Après les coups d'État de janvier et septembre 2022 et l'arrivée au pouvoir du putschiste Ibrahim Traoré, alors que Radio Oméga est l'une des radios les plus écoutées du pays, ses journalistes et dirigeants déclarent être la cible de menaces de mort de la part des soutiens du nouveau régime. En août 2023, dans un contexte de répression médiatique généralisée au Burkina, la radio est suspendue « jusqu'à nouvel ordre » par le pouvoir pour avoir interviewé un opposant aux putschistes nigériens, alliés du pouvoir burkinabè. La radio saisit alors le Conseil d'État et sa suspension est dénoncée par l'Organisation professionnelle des médias (OPM),. La levée de la suspension est annoncée au bout d'un mois par le ministre de la Communication Jean-Emmanuel Ouédraogo, en septembre 2023.
En juillet 2024, Alain Traoré, l'un des journalistes de la radio, est enlevé par les services de renseignement burkinabés. Une action qui provoque l'émoi et est dénoncée par 11 organisations de journalistes.
En juillet 2025, le Conseil supérieur de la communication suspend pour trois mois l'autorisation d'émettre de radio Oméga. Lors d'un reportage de fin juillet, un journaliste de la radio avait utilisé le terme « junte » pour parler de la junte militaire au pouvoir. La rédaction en chef avait supprimé le reportage de la liste des émissions disponibles sur internet mais le CSC juge qu'il s'agit de « négligence » et d'un « manque de professionnalisme ». La radio doit en outre présenter ses excuses aux autorités.

## Liberté de ton

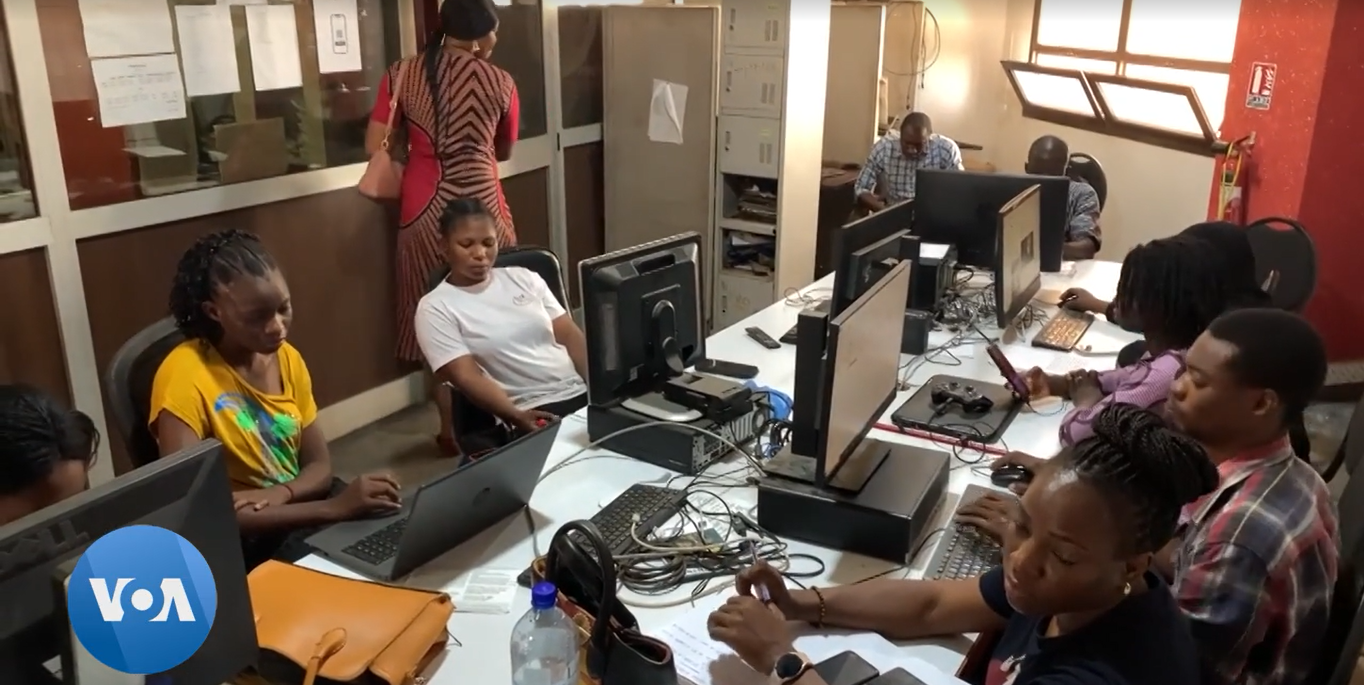
Conférence de rédaction des journalistes de Radio Oméga en 2023.

Jusqu'en 2023, Radio Oméga disposait d'une certaine liberté de ton. Sa couverture des actualités politiques, souvent critique du pouvoir, mettait régulièrement son fondateur Alpha Barry, lui-même ministre sous Roch Marc Christian Kaboré, dans une situation délicate au sein du gouvernement.
Après l'arrivée au pouvoir d'Ibrahim Traoré et la suspension de la radio pendant un mois, l'autocensure devient cependant la règle au sein de la rédaction, qui se met à éviter les sujets trop sensibles par peur de représailles, dans un contexte de répression généralisée de la presse au Burkina Faso.

## Équipe
En 2015, Radio Oméga disposait d'une équipe de 22 journalistes, comprenant plusieurs correspondants dans d'autres pays africains, notamment au Niger, au Sénégal, au Togo, au Mali, en Côte d'Ivoire, en Guinée ou encore en Afrique du Sud.